# 吴自祥
吴自祥（1969年—），安徽安庆人，汉族，中华人民共和国政治人物、第十一届全国人民代表大会广东地区代表。
毕业于武汉理工大学环境工程专业。加入无党派。担任茂名市华泰检测科技总公司总经理。2008年起担任全国人大代表。